# Tisha Beav
Le neuvième jour du mois d’av (hébreu : תשעה באב tish°a bè'av) est la date correspondant selon la tradition rabbinique au « jeûne du cinquième mois » évoqué dans le Livre de Zacharie. C'est le plus strict des quatre jeûnes d'institution prophétique.
Institué par les prophètes pour pleurer la chute du premier Temple de Jérusalem, il commémore ensuite une série de calamités nationales pour le peuple judéen puis juif, dont la destruction du second Temple de Jérusalem, les persécutions des Juifs lors des croisades, l’expulsion des Juifs d’Espagne et, plus récemment, l’extermination systématique des Juifs lors de la Seconde Guerre Mondiale.
Jour le plus triste du calendrier hébraïque, le 9 Av est précédé par une période de trois semaines au cours desquelles viande, vin, musique et autres marques de réjouissance sont progressivement interdits. Il est principalement observé par un jeûne depuis le crépuscule à la sortie des étoiles le lendemain. Les Juifs y sont en outre soumis aux mêmes restrictions que Yom Kippour sur les parfums, le port de chaussures de cuir et les rapports conjugaux. Cependant, la solennité est absente du jour et il n’y règne que le deuil, ritualisé par la lecture sur un ton éteint, à même le sol, du Livre des Lamentations et des kinot (élégies) ainsi que, pour certains, du Livre de Job. Contrairement à Yom Kippour, le jeûne du 9 Av n’a pas préséance sur le chabbat, au cours duquel les manifestations publiques de deuil sont prohibées, et lorsque le 9 Av tombe un chabbat, comme en 2015, en 2016 et en 2018, le jeûne est observé le lendemain.
La tradition juive rappelle que le 9 Av est suivi, six jours plus tard, par Tou Beav qui était l’un des jours les plus joyeux de l'année juive à l’époque des Temples de Jérusalem. Elle enseigne aussi que le 9 Av deviendra un jour de fête après la venue du messie (Traité Berakhot du Talmud de Jérusalem 2,4).

## Le 9 Av dans les sources juives

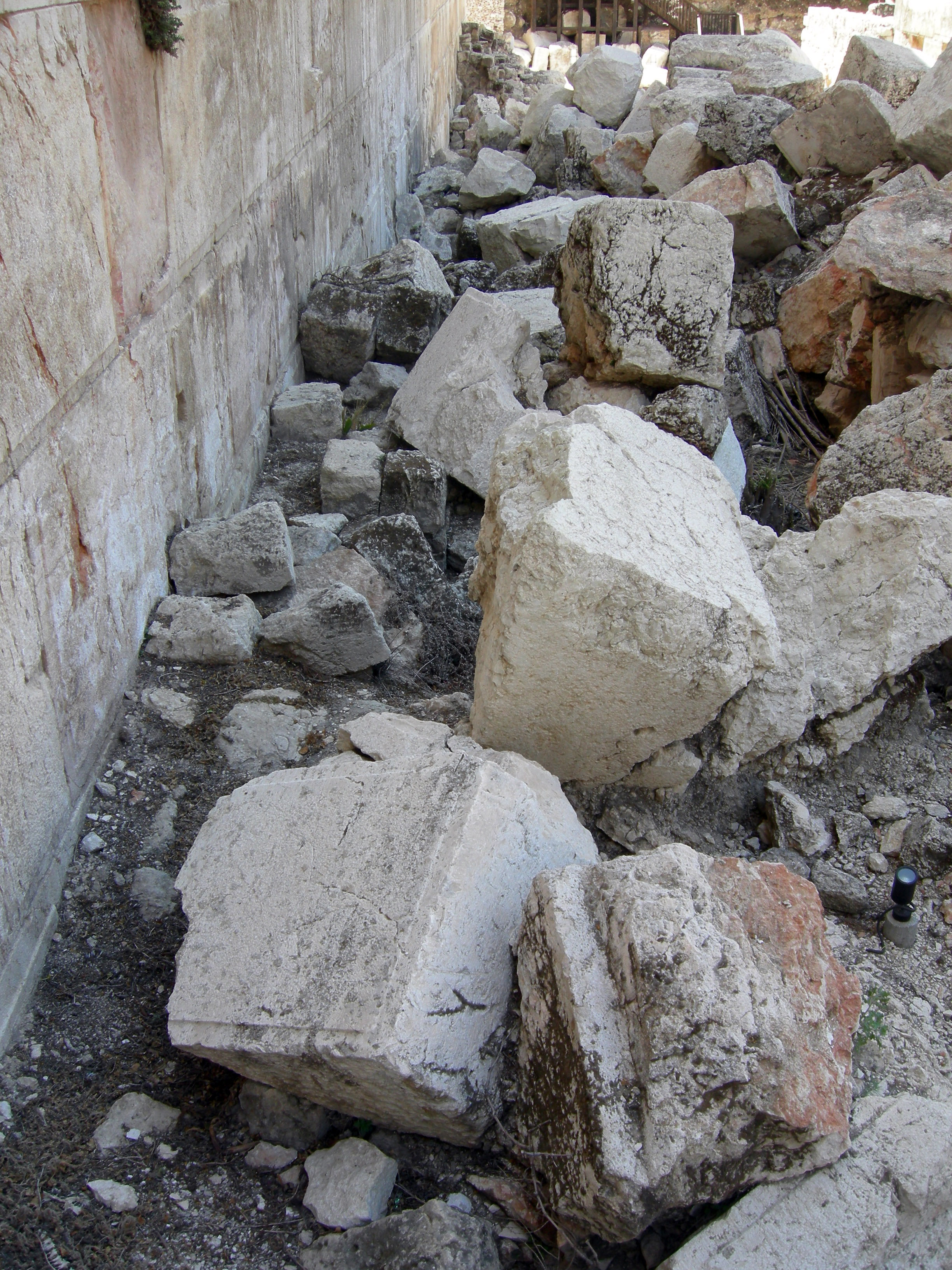
Pierres du Mur occidental, jetées dans les rues par les soldats romains le 9 av, lors de la destruction du second Temple

### Les cinq calamités du 9 av
La source biblique du jeûne est une prophétie de Zacharie pour les temps messianiques, où il annonce que « le jeûne du quatrième mois, le jeûne du cinquième, le jeûne du septième et le jeûne du dixième se changeront pour la maison de Juda en jours d’allégresse et de joie. »
Zacharie ne précise pas quand ce « jeûne du cinquième mois » a lieu. Cependant, selon les Sages, il se tient au neuvième jour de mois et commémore bien plus que la chute du premier Temple ; en effet cinq calamités, dont chacune justifierait un jeûne à elle seule, sont tombées sur le peuple juif en ce jour :
1. L'interdiction pour la génération de l'Exode de rentrer en terre d'Israël, à la suite de la faute des explorateurs dépêchés par Moïse[3] (selon le Talmud, il s'agit de la « faute-mère » : comme les Israélites ont pleuré en vain un 9 av, Dieu leur promet de leur donner une raison valable de pleurer désormais à chaque année[4])
2. La destruction du Temple de Salomon, en l'an -586, prélude à l'exil de Babylone
3. La destruction du second Temple, en l'an 70, suivie par le second exil
4. La destruction de la forteresse de Betar en l'an 135, marquant la fin de la révolte de Bar Kokhba (et, selon le Talmud de Jérusalem, sa mort[5])
5. Le labour de Jérusalem par Turnus Rufus, un an plus tard, pour y bâtir Ælia Capitolina, en effacer les traces du culte de YHWH et interdire son accès aux Juifs.

La détermination de la date du 9 av pour la première de ces calamités repose sur un calcul chronologique d'après les versets bibliques et sur une tradition orale qui n'avait pas été consignée dans la Mishna.
Pour la seconde, elle est déduite de la résolution d'une apparente contradiction sur les dates dans les Livres contemporains : le Livre des Rois indique que la ville et le Temple ont brûlé le 7 av tandis que Jérémie indique le 10 av pour les mêmes évènements ; selon les Sages, le 7 (et le 8) av, des étrangers sont entrés dans le sanctuaire et l'ont profané ; ils y ont mis le feu le 9 av et le 10 av, le Temple a fini de brûler. Selon Rabbi Yohanan, c'est cette date du 10 av qui aurait dû être choisie pour le jeûne mais les Sages lui ont préféré le 9 parce que l'affliction est plus importante au moment où elle se déclenche qu'à celui où elle se termine. Plusieurs docteurs du Talmud jeûnaient d'ailleurs le 9 et le 10 av ou, au moins, la nuit du 10 av.
Selon une autre opinion, consignée dans le scholion à la Meguilat Taanit, le jour joyeux du korban etzim, fixé à l'époque de la Mishna au 15 av, l'avait été originellement au 9 av par la génération du retour à Sion ; d'aucuns en déduisent que cette date avait été choisie pour exaucer la prophétie de Zacharie (« les jeûnes ... se changeront en jours d'allégresse et de joie ») et qu'en conséquence, le jeûne du cinquième mois avait bien lieu le 9 av.
En ce qui concerne la destruction du second Temple, Flavius Josèphe, contemporain des évènements, écrit que « Dieu avait, depuis longtemps, condamné le Temple au feu. La succession des temps amenait le jour fatal, qui fut le dixième du mois de Loos. À cette même date le Temple avait autrefois été brûlé par le roi de Babylone ». Qu'il s'agisse du 9 ou du 10 av, l'idée qu'il puisse s'agir d'un jour fatal se retrouve également dans l'enseignement des Sages qui y commémorent aussi les autres calamités mentionnées dans la Mishna (chacune signant une perte de repères nationaux de plus en plus définitive). Ils rappellent par ailleurs que cette datation se fonde sur la tradition ; en d'autres termes, ces catastrophes ont « dû » avoir lieu le 9 av, car ce jour, assombri par des évènements funestes, est propice à d'autres calamités similaires.

### Un jour de pleurs pour les générations
À l'époque de la clôture de la Mishna, le 9 av semble perdre de son importance : si Rabbi Yehouda observe le dernier repas avant le jeûne comme une cène de deuil, Rabbi Juda Hanassi en annule le caractère lorsque le 9 Av a lieu le chabbat et que le jeûne doit être décalé au lendemain (c'est-à-dire le dimanche). Cependant, les Sages de Babylone différencient Tisha beav des autres jeûnes et en rendent l'observance obligatoire car les tourments y sont plus nombreux qu'en tout autre jeûne ; c'est d'ailleurs, aux dires de plusieurs, le seul jeûne public observé à Babylone.
Le 9 av donne lieu au cours des siècles suivants à la composition et à la lecture de pièces liturgiques d'un nouveau genre, les kinot (élégies). Il devient de coutume dans les communautés ashkénazes de lire en outre le Livre des Lamentations lors de la veillée du 9 av, les séfarades lisant aussi celui de Job le matin, suivant l'ordonnance plus ancienne d'Amram Gaon. Aux kinot d'Eléazar Hakalir qui se lamentent sur la chute du Temple, et celles de Juda Halevi qui pleurent Sion, s'ajoutent des complaintes sur l'appel aux Croisades par le pape Urbain II (survenu le 9 av de l’an 1095 EC) et sur le brûlement du Talmud à Paris (daté du 9 av de l’an 1242 EC).
Du fait de ces nouvelles calamités, le 9 av revêt un aspect de tristesse et d'ascétisme de plus en plus marqué avec le temps : au XIIe siècle, Moïse Maïmonide ne compte comme marques de deuil que celles énoncées dans le Talmud et limite l'interdiction de viande et de vin au dernier repas avant le jeûne. Un siècle plus tard, le rabbin Moïse de Coucy, protagoniste du procès du Talmud, signale que beaucoup ne mettent pas les tefillin (phylactères) pour prier et les décisionnaires rhénans étendent la période de deuil bien au-delà de la semaine au cours de laquelle a lieu le 9 av.
Au fil des années et des siècles, les catastrophes s'accumulent et, avec elles, les marques de deuil et kinot :
- la signature du décret d'expulsion des Juifs d'Angleterre par le roi Édouard Ier d'Angleterre, le 9 av 5050 (1290 EC)
- l'expulsion des Juifs de France par Philippe le Bel, le 10 Av 5066 (22 juillet 1306)[21]
- la mise en application du décret d'expulsion des Juifs d'Espagne le 9 av 5252 (1492 EC)[22].

#### Le 9 av dans le hassidisme
Alors que les coutumes de deuil dominent, les hassidim tiennent à rappeler que le jour n'est pas totalement dépourvu d'espoir : d'une part, une tradition talmudique affirme que le Messie naîtra un 9 av et, d'autre part, « qui pleure la destruction de Jérusalem mérite de se réjouir de sa reconstruction ». Le 9 av devient donc, paradoxalement, un temps d'espoir et d'anticipation, une occasion de tisser un lien plus étroit avec Dieu.
Beaucoup poursuivent lors du 9 av la coutume de compléter l'étude d'un traité talmudique qu'ils observent depuis le début du mois d’av, atténuant les tourments des souvenirs tragiques par la joie de l'étude de la Torah.

### Le 9 av après le Moyen Âge
En 1648, Sabbataï Tsevi se base, entre autres, sur la tradition qui fait naître le Messie un 9 av pour se proclamer Messie et abolir les observances du 9 av. Sa conversion à l'islam entraîne cependant un détachement de la majeure partie de ses fidèles, de sorte que son action n'entraîne pratiquement aucune répercussion.
Au XIXe siècle, la Haskala, qui encourage les Juifs à s'intégrer au monde profane et non-juif, a des effets plus durables : d'une part, les premiers théoriciens de la réforme du judaïsme, souhaitant gommer toute dimension nationale au fait juif, estiment que la chute du Temple a permis la transformation de la nation juive en une nation de prêtres. La désaffection à l'observance du 9 av semble également avoir été monnaie courante parmi les premiers sionistes, et Berl Katznelson, pourtant chef de file de ce mouvement, s'offusque en 1934 que des jeunes du parti aient pu tenir des feux de camp « en ce jour qui a scellé notre destin ».
La Shoah et la création de l'État d'Israël en 1948 entraînent des changements profonds dans cet état de choses :
- D'une part, on assiste au retour du 9 av dans la liturgie réformée bien que beaucoup de ceux-ci y voient avant tout le jour mémorial par excellence pour les victimes de la Shoah[29] (de fait, les déportations en masse des Juifs parqués dans le ghetto de Varsovie vers le camp d'extermination de Treblinka ont commencé le 9 av[30] et, en France, la rafle du Vélodrome d'Hiver, ainsi que celles de Nancy et de la Marne, ont eu lieu au cours des trois semaines qui séparent le 17 tammouz du 9 av).
Menahem Begin, devenu premier ministre, avait lui aussi eu l'intention de regrouper toutes les journées du souvenir, y compris celle pour les victimes du terrorisme antisémite et antisioniste et pour les soldats israéliens morts en service, au 9 av[31].
Le souvenir des victimes de la Shoah s'insinue aussi dans la liturgie orthodoxe, des nouvelles kinot étant composées par Yehouda Leib Bialer, Shimon Schwab en 1959 et par Shlomo Halberstam, troisième Rebbe de la dynastie hassidique de Bobov, en 1984.
- D'autre part, la résurrection d'un foyer juif sur la terre ancestrale et les victoires militaires de la guerre des Six Jours suscitent en beaucoup la certitude de l'imminence de la rédemption d'Israël. Interrogé au lendemain de la guerre des Six Jours, le rabbin conservative Theodore Friedman plaide pour une abolition au moins partielle du jour ; toutefois, son confrère David Golinkin infirme cette opinion en 1997, en rappelant que le jeûne du 9 av avait continué à être observé après le retour à Sion alors que les autres jeûnes avaient été abolis[32].
Selon les représentants des mondes orthodoxe et haredi, tout importants que soient ces évènements, seule la reconstruction du Temple permettra de changer le 9 av en jour de joie[33]. Tout changement, y compris celui proposé par le Rav Hayim David HaLevi (en) de réciter la prière Nahem au passé et non plus au présent, a été refusé. A contrario, une kina est rédigée en 2005 par le rabbin sioniste religieux Yehoshoua Buch sur le retrait unilatéral du Goush Katif, dont le début avait été fixé au lendemain du 9 av[34].

Le 9 av continue donc à être considéré comme la date la plus noire du calendrier hébreu, d'autant que certains malheurs continuent à s'y produire (notamment l'attentat contre le bâtiment de l’Asociación Mutua Israelita Argentina, le 18 juillet 1994, qui fit 84 morts et 230 blessés).

## Observance du 9 av dans le judaïsme rabbinique

### Statut
Le 9 av est présenté par Joseph Caro comme le prototype du jeûne public. Selon la conformation actuelle du calendrier hébreu, il a toujours lieu le même jour de la semaine que celui du premier jour de Pessa'h et ne peut donc jamais tomber un lundi, un mercredi ou un vendredi. Sa durée s'étend du coucher de soleil (sheki°at ha'hama) du 8 av au moment de la sortie des étoiles (Set hakkokhavim) du 9 av, calculés tous deux en « heures proportionnelles », et équivalant à environ vingt-quatre heures et demie. Le jeûne n'ayant cependant pas été fixé par la Torah mais par les prophètes et les rabbins, il n'y a pas de délais supplémentaires avant et après le jeûne, comme c'est le cas à yom kippour.
La décision de travailler ou non le 9 av relève de la coutume locale bien qu'il soit déconseillé et, dans le cas des érudits, interdit (la restriction ne concerne que les travaux ordinaires d'une certaine durée mais non les tâches qui ne prennent pas de temps, comme allumer un feu ou faire un nœud). De nos jours, on évite de travailler la première partie de la journée et on restreint le travail dans la seconde partie à ce qui entraînerait une perte matérielle (et non seulement financière) si le travail n'était pas réalisé.

### La veille du 9 av
Le 8 av, l'on veille à limiter au plus tôt les dernières traces de joie : lorsqu'une circoncision ou le rachat d'un premier-né doivent se tenir, le repas est offert avant midi. On évite de se promener et on n'étudie plus que des sujets tristes (selon le Rem"a et le Ben Ich Haï mais d'autres sont plus indulgents ; d'aucuns autorisent la lecture des Psaumes).
Un avant-dernier repas est pris après avoir prié la « grande min'ha » (une demi-heure après la mi-journée). De façon assez paradoxale pour une journée si austère, on ne récite pas le Tahanoun (office de supplications), car le jour est appelé « solennité » La seouda mafseket doit être prise à l'approche du soir ; on s'assied sur le sol et on prend un repas frugal, constitué traditionnellement de pain trempé dans la cendre et d'un œuf dur froid (d'autres plats sont possibles, tant qu'on ne prend qu'un seul plat cuit et qu'il ne contient pas de viande).

### La journée du 9 av

#### Le soir du 9 av

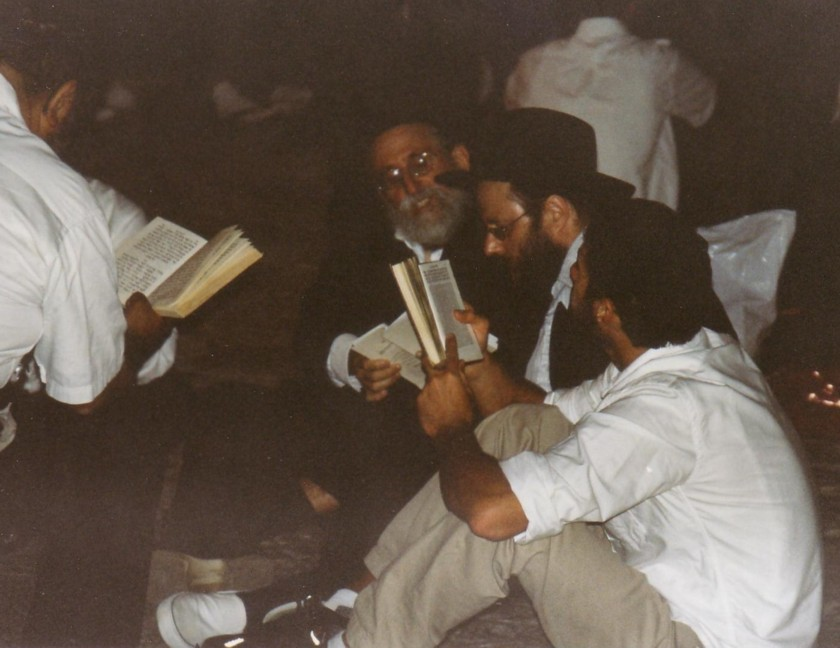
Lecture de knnot au pied du Mur occidental, 2004

Les règles concernant le 9 av s'appliquent dès le crépuscule du 8.
La synagogue est dépouillée de ses ornements (rideau de l'arche, nappe de la table de lecture de la Torah, etc.), et plongée dans une quasi-obscurité. Les orants prient comme des endeuillés, déchaussés et assis sur des chaises basses. Le Livre des Lamentations est lu par l'officiant d'une voix éteinte, s'élevant progressivement à mesure qu'on complète la lecture du Livre. L'avant-dernier verset, « Ramène-nous vers toi, YHWH, et nous reviendrons ; renouvelle nos jours d'autrefois » est repris à haute voix par l'assemblée avant d'être répété par tous après que l'officiant a achevé sa lecture. Dès lors, le kaddish doit être amputé de son titkabal (« reçois [nos prières] ») jusqu'à la prière du lendemain après-midi. Certains ont coutume de veiller en lisant des kinot ; ceux qui dorment le font sur des couches inconfortables au possible avec, parfois, une pierre sous la tête, en souvenir de Jacob qui en fit de même avant de s’endormir (Genèse 28:11) car il aurait, selon la tradition, vu la chute du Temple au cours de son rêve.
Du fait de la gravité du jour, les restrictions touchent même les femmes enceintes et les nourrices, pour autant qu'elles n'encourent aucun risque mortel (les malades et les femmes ayant accouché depuis moins d'un mois continuent à en être dispensées). Ces restrictions ne se limitent pas, contrairement aux autres jeûnes publics, à la privation de nourriture et de boisson, elles portent aussi sur les baignades, les onctions, le port de semelles de cuir (sauf si on doit traverser une longue distance à pied ou cheminer parmi les non-Juifs - même dans ces cas, il faut rendre les chaussures moins confortables en les emplissant de sable et les retirer dès que la raison qui motivait l'exemption a disparu) et les rapports conjugaux. 
En outre, comme « les préceptes de YHWH ... réjouissent le cœur », l'étude de la Torah (comprenant, outre la Bible et ses commentaires, la Mishna, le Midrash, le Talmud, la Aggada et la Halakha) est déconseillée dès la mi-journée du 8 av et interdite ensuite, en dehors du Livre de Job, du Livre des Lamentations, de leurs commentaires, des passages attristants du Livre de Jérémie, d’Eikha Rabba, du chapitre du traité Moëd katan traitant des lois du deuil, etc. Les passages talmudiques inclus dans la liturgie quotidienne sont lus mais il est interdit de les approfondir car cela aussi pourrait réjouir le cœur. 
Toute ablution de convenance est défendue, même à l'eau froide ; se laver les doigts à son réveil, pour la prière, après ses besoins, pour des raisons médicales ou parce qu'ils sont salis est autorisé.
Il est défendu de saluer son prochain ou de lui envoyer des cadeaux : on répond cependant à voix basse à l'ignorant ou au non-juif afin de ne pas les froisser. Les sorties non nécessaires sont déconseillées.

#### Le matin du 9 av

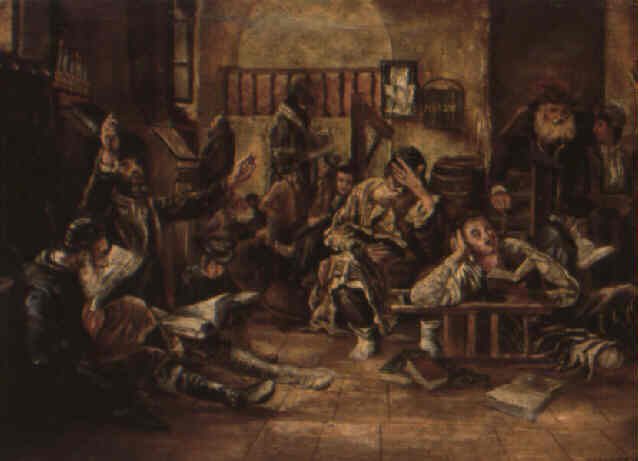
Tisha B'av, tableau de Leopold Horowitz, 1887

Au matin, on prie sans tefillin et sans châle de prière car il s'agit d'ornements et cela ne convient pas à un deuil (cette coutume n'est pas suivie par les communautés séfarades arrivées à Jérusalem après l’expulsion des Juifs d’Espagne de 1492). 
Comme lors de tout jeûne public, la bénédiction Anenou (« réponds-nous ») est intercalée dans la prière des offices du matin et de l'après-midi (dans la prière individuelle, les orants l'incluent dans la bénédiction shome'a tefila, sans hatima ; au cours de la répétition de la prière par l'officiant, celui-ci la récite après la bénédiction goël Israël, avec hatima). On ne dit pas davantage le Tahanoun que la veille. 
Trois fidèles (même ceux qui viennent de perdre un proche peuvent lire car le 9 av, tous sont en deuil) lisent ensuite la section ki tolid banim (« Lorsque tu enfanteras des fils » - Deutéronome 4:25-40) et on complète avec la section assaf assifam (« je les rassemblerai » - Livre de Jérémie 8:13).
On se rassoit ensuite sur des chaises basses et on lit des kinot comme la veille. Plusieurs passages de la liturgie, dont le psaume quotidien, sont omis. Certains ont coutume de lire ensuite, à titre individuel, le Livre des Lamentations.

#### L'après-midi du 9 av

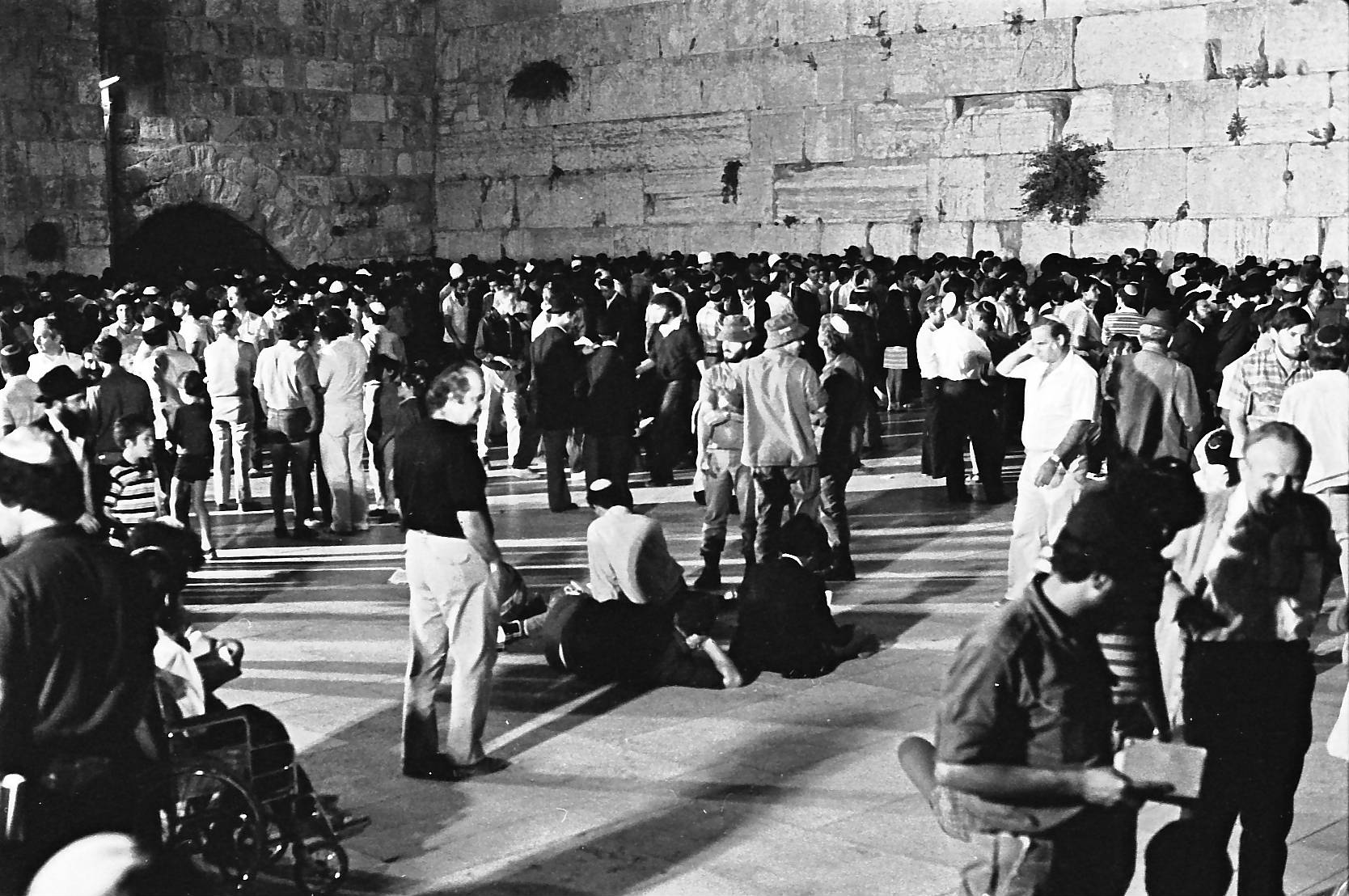
L'après-midi du 9 av, les orants se relèvent

L'atmosphère de deuil s'allège dans les premiers moments de l'après-midi, après que le soleil a atteint son point le plus haut dans le ciel : il devient permis de fumer (discrètement chez soi), de travailler, y compris pour son commerce (bien que les pieux l'évitent), de ne plus s'asseoir par terre et de commencer à préparer le repas.
Lors de l'office de l'après-midi, on prie avec le châle et les tefillin et on récite ce qu'on n'a pas dit le matin. On lit aussi les passages de la Torah et des Livres prophétiques qu'on a coutume de lire lors des jours de jeûne public. On ajoute, dans la prière des dix-huit bénédictions, la section Nahem (« console-nous » de la ruine de Jérusalem) lors de la bénédiction pour la reconstruction de Jérusalem.
On lit ensuite la section vayehal Moshe (Exode 32:11-14 & 34:1-10), commune à tous les jeûnes publics. Les ashkénazes complètent cette lecture par Isaïe 55:6-56:8, tandis que les séfarades lisent Osée 14:2-10 et Michée 7:18-20.
Les hassidim ont pour coutume de terminer l'étude d'un traité talmudique consacré au deuil (les hassidim de Loubavitch étudient le traité Moëd Katan) peu avant la sortie des étoiles et de la célébrer par un banquet joyeux juste après la fin du jeûne.

### Le lendemain du 9 av
La coutume talmudique de jeûner tout ou partie du 10 av n'est plus observée du fait de la dégénérescence des générations ; cependant, des coutumes de deuil sont observées au moins jusqu'à la première partie de la journée : on ne mange pas de viande et de vin, sauf lors d'une seoudat mitzva, et les ashkénazes interdisent les bains, les soins corporels et la lessive, à moins que le 10 av n'ait lieu un vendredi. Une femme ayant récemment accouché peut manger de la viande et du vin, même si elle a jeûné. Les rapports conjugaux demeurent, sauf rares exceptions, interdits.
Les hassidim continuent leur coutume de compléter une étude, jusqu'au 15 av.

### Tisha beav le chabbat
Les coutumes de deuil publiques ne peuvent être observées le chabbat. En conséquence, si le 9 av a lieu le chabbat, le jeûne est remis au lendemain, il n'y a pas de restriction sur la table et les habits peuvent être lavés le jeudi en l'honneur du chabbat. Cependant, l'interdiction d'étudier la Torah en dehors des passages tristes et, chez les ashkénazes, d'avoir des rapports conjugaux est maintenue.
La bénédiction sur le vin ne peut être faite lors de la havdala et doit être récitée à l'issue du jeûne, le 10 av. On ne récite cependant pas la bénédiction sur les lumières, car la bougie de havdala a été allumée à la fin du chabbat. On ne récite pas non plus la bénédiction sur les épices.

## Le jeûne du cinquième mois dans le karaïsme
Les Karaïtes, membres d'un courant juif qui n’accepte d'autre autorité que la Bible hébraïque et rejette celle de la Torah orale, rapportent les quatre jeûnes de Zacharie à la destruction du seul Temple de Salomon et à l'exil de Babylone.
Ils interprètent la discordance des dates entre Jérémie et le chroniqueur du Livre des Rois comme signifiant que l'incendie a débuté le 7 av et s'est terminé le 10. Ils observent donc un jour de jeûne à chacune de ces deux dates,. En Égypte, les Karaïtes récitaient des prières spéciales le 7 av et lisaient le 10, après l’office, le Livre des Lamentations et celui de Job. Certains se rendaient ensuite au cimetière avant de rejoindre l’assemblée et de reprendre avec eux des prières de consolation. Ce n’est qu’à ce moment que les abatteurs rituels recevaient l’autorisation d’abattre.

## Observance du 9 av en Israël
De nombreux offices sont tenus au pied du Mur occidental depuis 1967. Si le public qui s'y trouve est majoritairement composé d'orthodoxes, les juifs conservative et réformés sont présents en retrait du Mur pour lire des kinot ou expliquer l'importance du 9 av au public laïc.
Le 9 av n'est pas un jour chômé en Israël, bien que les banques soient fermées. Une loi est d'application depuis 1997 pour ne pas ouvrir les lieux de divertissement. Un amendement y a été apporté en 2001, permettant de faire ouvrir les lieux de restauration, à la suite des protestations du milieu laïc de Tel Aviv qui ne se sent pas concerné par Tisha Beav ; la loi a néanmoins été contestée l'année suivante et Avraham Poraz, alors ministre de l'Intérieur, a annoncé qu'il ne poursuivrait pas les établissements qui ne s'y conformeraient pas.
Une enquête menée auprès d'environ 500 personnes en 2010 fait apparaître que 22 % des Juifs d'Israël observent le jeûne du 9 av et que 52 % disent respecter son atmosphère de deuil, évitant de sortir dans des lieux de divertissement ou avec des amis.